# Languedoc
El Languedoc o Lenguadoc (en occitano, Lengadòc) es una región del sudeste de Occitania en el sur de Francia, antiguamente llamada Gotia o región Narbonense. La mayor parte del territorio forma parte de la región administrativa de Occitania, aunque algunos sectores del Languedoc han sido atribuidos por el gobierno central francés a la región de Auvernia-Ródano-Alpes. En la antigüedad se dividió en una parte alta con capital en Tolosa y otra baja con capital en Montpellier. Limita al norte con la Auvernia histórica y Lyonnais, al este con el río Ródano que le separa de Provenza, el condado Venesino y el Delfinado, al oeste con el Garona y los Pirineos que le separan de Gascuña, también con Guyena, y al sur con el condado de Foix y el Rosellón, así como con el mar Mediterráneo con el cual tiene 200 kilómetros de costa. Su territorio está dividido entre ocho departamentos, que son: Aude, Tarn, Alto Garona, Hérault, Gard, Lozere, Ardeche, y Alto Loira.
El área del Languedoc propiamente dicha o "Languedoc Histórico" es de 42 700 km² y en el censo de 1991 poseía una población de 3 650 000 habitantes de los cuales el 52 % vivían en la región administrativa del Languedoc-Rosellón, 35 % en la del Mediodía-Pirineos, 8 % en la de Ródano-Alpes y 5 % en la región administrativa de Auvernia.
El nombre de la región alude al idioma vernáculo, la llamada lengua de oc.

## Reseña histórica
Antes de la conquista romana el territorio que mucho tiempo después correspondería al Languedoc formaba parte de la Galia céltica, ocupada por los volcas, tectósages y arecómicos.
Fue conquistada por Roma en el año 121 a. C., por el procónsul Domicio, y tomó el nombre de Provincia ( = "por victoria" ), nombre que ha quedado en la vecina región de la Provenza. Los habitantes conservaron sus leyes y los romanos establecieron en Narbona un puesto militar.
En 412 fue saqueada por los visigodos y Ataúlfo concluyó en aquella ciudad una alianza con el emperador Honorio casándose con su hermana Gala Placidia, pero huyó a Barcelona y su sucesor Walia firmó un foedus («pacto») para rechazar a los vándalos a cambio de territorios en Aquitania. Tolosa fue la capital del reino de los visigodos.
Posteriormente, fueron atacados por los francos a instancia de la Iglesia católica (los visigodos eran arrianos), siendo vencidos en la batalla de Vouillé. Tolosa cayó y sólo conservaron la Septimania y Languedoc.
En el año de 589, Septimania la habitaban cinco pueblos diferentes: romanos, godos, sirios, griegos y judíos, aunque los tres últimos en calidad de comerciantes.
Tensiones internas de los visigodos les debilitaron y en 672 el conde de Nîmes Hiderico se puso de acuerdo con el obispo de Maguelona y los habitantes de Nimes para rebelarse. Wamba, que se hallaba en Toledo, marchó contra los rebeldes y recuperó Narbona, Beziers, Agda, Nimes y apaciguó la Septimania. Esta paz fue interrumpida por la invasión musulmana bajo el mando de Abd-el-Rahman, cuyas tropas saquearon Narbona y Carcasona.
En la época de esta incursión era la Aquitania, con el título de condado hereditario, un verdadero reino gobernado por los príncipes merovingios descendientes de Cariberto. Odón el Grande se enfrentó a otro ejército sarraceno liderado por Al-Samh y le venció en sangrienta batalla, pero otro general sarraceno (Ambessa) reconquistó Carcasona, Béziers, Agde, Nimes, etc. y murió en un combate contra Eudes. En Narbona se firmó un tratado de paz, por el cual allí residiría un wali o gobernador musulmán, estando las demás ciudades administradas por los condes godos o galos.
En 732 Carlos Martel salvó a Francia de una invasión musulmana en la batalla de Poitiers y mató a Abd-el-Rahman. En 793 el duque Guillermo tuvo que luchar con Abd-el-Melik, que invadió el condado a la cabeza de un ejército musulmán y se apoderó de Narbona, cuyas riquezas sirvieron para la construcción del puente y la mezquita de Córdoba.
En tiempos de Carlomagno y sus sucesores el Languedoc estuvo tranquilo en cuanto a invasiones exteriores, pues la incursión de los normandos no tuvo grandes resultados, pero sí hubo problemas internos, sublevadas tan pronto como sometidas la Aquitania y la Septimania en tiempos de Luis I, de Carlos el Calvo y de Luis el Tartamudo.
No tardaron en constituirse feudos independientes y a partir del reinado de Carlos el Gordo, hubo condes de Tolosa y marqueses de Narbona que gobernaron libremente aquellas ciudades ricas y poderosas.
Durante la plena Edad Media, Urbano II dio en Maguenola la señal de la primera cruzada y cien mil hombres partieron de aquella ciudad hacia Tierra Santa a las órdenes de Raimundo de Saint Gilles. La llamada "cruzada" católica contra los albigenses llevó la desolación a aquellas tierras y Simón IV de Montfort ganó la batalla de Muret en 1213 a los aragoneses (donde murió Pedro II) y se aseguró el Languedoc dándole a Felipe Augusto en 1216 el condado de Tolosa, el ducado de Narbona y los vizcondados de Carcasona y Bezièrs, que de esta suerte se quedaron enfeudadas a la Corona francesa.
Durante la guerra de los Cien Años, el Languedoc fue invadido por borgoñones e ingleses. Aquí fue donde el delfín Carlos se refugió tras entregar París a los ingleses. Carlos VII entregó en feudo el territorio al duque de Berry, quien restauró la zona a base de gravosos impuestos (abolidos por Francisco II).
El Languedoc quedó enfeudado permanentemente a la Corona francesa bajo la política del Cardenal Richelieu. Tras la Revolución francesa el poder central parisino celoso por crear un estado unitario abolió las divisiones territoriales tradicionales fragmentándolas en departamentos, desde los años 1970 el poder central francés con sede en París ha establecido un sistema de regionalización que de ningún modo contempla las características históricas o culturales dentro del actual estado francés sino que atiende a criterios burocráticos de mayor eficacia en la gestión de los recursos económicos, es de este modo que ha reaparecido el nombre del Languedoc pero no correspondiendo exactamente a su territorio auténtico y adjuntado con el territorio del Rosellón y Alta Cerdaña (o Pirineos Orientales).

## Lengua de oc y provincia de Lenguadoc
Véase el artículo principal: Idioma occitano
El nombre la provincia de Lenguadoc hace referencia a la lengua occitana que ya se usaba en el medievo, y que se habla en esta región y en otras vecinas. El nombre del idioma viene de la palabra oc que en occitano medieval significa «sí», en contraste con el francés del norte o lengua de oïl (pronunciado uí, ancestro del francés moderno oui). La palabra oc provenía del latín hoc, en tanto que oïl se derivó del latín hoc ille. La palabra occitano se desprende del nombre de la región histórica de Occitania, que a su vez viene de Aquitania, antigua región administrativa romana.